# Giải vô địch bóng đá thế giới 2014 (Bảng E)
Bảng E của Giải bóng đá vô địch thế giới 2014 gồm có Thụy Sĩ, Ecuador, Pháp, và Honduras. Các trận đấu của bảng bắt đầu từ ngày 15 tháng 6 và kết thúc vào ngày 25 tháng 6 năm 2014.

## Các đội bảng E
| Vị trí         | Đội      | Tư cách lọt vào vòng chung kết | Ngày vượt vòng loại  | Số lần tham dự | Lần tham dự gần nhất | Thành tích tốt nhất        | Xếp hạng FIFA |
| -------------- | -------- | ------------------------------ | -------------------- | -------------- | -------------------- | -------------------------- | ------------- |
| E1 (hạt giống) | Thụy Sĩ  | Thắng UEFA Bảng E              | 11 tháng 10 năm 2013 | 10             | 2010                 | Tứ kết (1934, 1938, 1954)  | 7             |
| E2             | Ecuador  | Hạng 4 CONMEBOL                | 15 tháng 10 năm 2013 | 2              | 2006                 | Vòng 1/8 (2006)            | 22            |
| E3             | Pháp     | Thắng UEFA Play-off            | 19 tháng 11 năm 2013 | 14             | 2010                 | Vô địch (1998)             | 21            |
| E4             | Honduras | Hạng 3 CONCACAF Vòng 4         | 15 tháng 10 năm 2013 | 2              | 2010                 | Vòng đấu bảng (1982, 2010) | 34            |

### Những lần chạm trán trước đây giữa các đội trong các mùa World Cup
- Thụy Sĩ v Ecuador: chưa[1]
- Pháp v Honduras: chưa[2]
- Thụy Sĩ v Pháp:[3] 2006, vòng đấu bảng: Thụy Sĩ 0–0 Pháp
- Honduras v Ecuador: chưa[4]
- Honduras v Thụy Sĩ:[5] 2010, vòng đấu bảng: Honduras 0–0 Thụy Sĩ
- Ecuador v Pháp: chưa[6]

## Thứ hạng
| Chú thích                                           |
| --------------------------------------------------- |
| Đội nhất và nhì bảng sẽ vào vòng đấu loại trực tiếp |

| Đội      | Tr | T | H | B | BT | BB | HS | Đ |
| -------- | -- | - | - | - | -- | -- | -- | - |
| Pháp     | 3  | 2 | 1 | 0 | 8  | 2  | +6 | 7 |
| Thụy Sĩ  | 3  | 2 | 0 | 1 | 7  | 6  | +1 | 6 |
| Ecuador  | 3  | 1 | 1 | 1 | 3  | 3  | 0  | 4 |
| Honduras | 3  | 0 | 0 | 3 | 1  | 8  | −7 | 0 |

## Các trận đấu bảng E

### Thụy Sĩ v Ecuador
| Thụy Sĩ                       | 2–1      | Ecuador         |
| ----------------------------- | -------- | --------------- |
| Mehmedi 48' · Seferović 90+3' | Chi tiết | E. Valencia 22' |

| Thụy Sĩ | Ecuador |

| GK                      | 1  | Diego Benaglio       |     |     |
| RB                      | 2  | Stephan Lichtsteiner |     |     |
| CB                      | 20 | Johan Djourou        | 84' |     |
| CB                      | 5  | Steve von Bergen     |     |     |
| LB                      | 13 | Ricardo Rodríguez    |     |     |
| DM                      | 11 | Valon Behrami        |     |     |
| DM                      | 8  | Gökhan Inler (c)     |     |     |
| RW                      | 23 | Xherdan Shaqiri      |     |     |
| AM                      | 10 | Granit Xhaka         |     |     |
| LW                      | 14 | Valentin Stocker     |     | 46' |
| CF                      | 19 | Josip Drmić          |     | 75' |
| Vào thay người:         |    |                      |     |     |
| FW                      | 18 | Admir Mehmedi        |     | 46' |
| FW                      | 9  | Haris Seferović      |     | 75' |
| Huấn luyện viên trưởng: |    |                      |     |     |
| Ottmar Hitzfeld         |    |                      |     |     |

| GK                      | 22 | Alexander Domínguez  |     |     |
| RB                      | 4  | Juan Carlos Paredes  | 53' |     |
| CB                      | 3  | Frickson Erazo       |     |     |
| CB                      | 2  | Jorge Guagua         |     |     |
| LB                      | 10 | Walter Ayoví         |     |     |
| RM                      | 16 | Antonio Valencia (c) |     |     |
| CM                      | 23 | Carlos Gruezo        |     |     |
| CM                      | 6  | Christian Noboa      |     |     |
| LM                      | 7  | Jefferson Montero    |     | 77' |
| CF                      | 11 | Felipe Caicedo       |     | 70' |
| CF                      | 13 | Enner Valencia       |     |     |
| Vào thay người:         |    |                      |     |     |
| MF                      | 15 | Michael Arroyo       |     | 70' |
| MF                      | 9  | Joao Rojas           |     | 77' |
| Huấn luyện viên trưởng: |    |                      |     |     |
| Reinaldo Rueda          |    |                      |     |     |

| Cầu thủ xuất sắc nhất trận: Xherdan Shaqiri (Thụy Sĩ) Trợ lý trọng tài: Abdukhamidullo Rasulov (Uzbekistan) Bahadyr Kochkarov (Kyrgyzstan) Trọng tài bàn: Svein Oddvar Moen (Na Uy) Trọng tài dự bị: Kim Haglund (Na Uy) |

### Pháp v Honduras
| Pháp                                             | 3–0      | Honduras |
| ------------------------------------------------ | -------- | -------- |
| Benzema 45' (ph.đ.), 72' · Valladares 48' (l.n.) | Chi tiết |          |

| Pháp | Honduras |

| GK                      | 1  | Hugo Lloris (c)   |       |     |
| RB                      | 2  | Mathieu Debuchy   |       |     |
| CB                      | 4  | Raphaël Varane    |       |     |
| CB                      | 5  | Mamadou Sakho     |       |     |
| LB                      | 3  | Patrice Evra      | 7'    |     |
| DM                      | 6  | Yohan Cabaye      | 45+2' | 65' |
| CM                      | 14 | Blaise Matuidi    |       |     |
| CM                      | 19 | Paul Pogba        | 28'   | 57' |
| RF                      | 8  | Mathieu Valbuena  |       | 78' |
| CF                      | 10 | Karim Benzema     |       |     |
| LF                      | 11 | Antoine Griezmann |       |     |
| Vào thay người:         |    |                   |       |     |
| MF                      | 18 | Moussa Sissoko    |       | 57' |
| MF                      | 12 | Rio Mavuba        |       | 65' |
| FW                      | 9  | Olivier Giroud    |       | 78' |
| Huấn luyện viên trưởng: |    |                   |       |     |
| Didier Deschamps        |    |                   |       |     |

| GK                      | 18 | Noel Valladares (c) |         |     |
| RB                      | 3  | Maynor Figueroa     |         |     |
| CB                      | 21 | Brayan Beckeles     |         |     |
| CB                      | 5  | Víctor Bernárdez    |         | 46' |
| LB                      | 7  | Emilio Izaguirre    |         |     |
| RM                      | 17 | Andy Najar          |         | 58' |
| CM                      | 19 | Luis Garrido        | 83'     |     |
| CM                      | 8  | Wilson Palacios     | 28' 43' |     |
| LM                      | 15 | Roger Espinoza      |         |     |
| SS                      | 13 | Carlo Costly        |         |     |
| CF                      | 11 | Jerry Bengtson      |         | 46' |
| Vào thay người:         |    |                     |         |     |
| MF                      | 14 | Óscar García        | 53'     | 46' |
| DF                      | 2  | Osman Chávez        |         | 46' |
| MF                      | 20 | Jorge Claros        |         | 58' |
| Huấn luyện viên trưởng: |    |                     |         |     |
| Luis Fernando Suárez    |    |                     |         |     |

| Cầu thủ xuất sắc nhất trận: Karim Benzema (Pháp) Trợ lý trọng tài: Emerson de Carvalho (Brasil) Marcelo Van Gasse (Brasil) Trọng tài bàn: Peter O'Leary (New Zealand) Trọng tài dự b: Jan-Hendrik Hintz (New Zealand) |

### Thụy Sĩ v Pháp
| Thụy Sĩ                  | 2–5      | Pháp                                                                |
| ------------------------ | -------- | ------------------------------------------------------------------- |
| Džemaili 81' · Xhaka 87' | Chi tiết | Giroud 17' · Matuidi 18' · Valbuena 40' · Benzema 67' · Sissoko 73' |

| Thụy Sĩ | Pháp |

| GK                      | 1  | Diego Benaglio       |  |     |
| RB                      | 2  | Stephan Lichtsteiner |  |     |
| CB                      | 20 | Johan Djourou        |  |     |
| CB                      | 5  | Steve von Bergen     |  | 9'  |
| LB                      | 13 | Ricardo Rodríguez    |  |     |
| DM                      | 11 | Valon Behrami        |  | 46' |
| DM                      | 8  | Gökhan Inler (c)     |  |     |
| CM                      | 10 | Granit Xhaka         |  |     |
| RW                      | 23 | Xherdan Shaqiri      |  |     |
| LW                      | 18 | Admir Mehmedi        |  |     |
| CF                      | 9  | Haris Seferović      |  | 69' |
| Vào thay người:         |    |                      |  |     |
| DF                      | 4  | Philippe Senderos    |  | 9'  |
| MF                      | 15 | Blerim Džemaili      |  | 46' |
| FW                      | 19 | Josip Drmić          |  | 69' |
| Huấn luyện viên trưởng: |    |                      |  |     |
| Ottmar Hitzfeld         |    |                      |  |     |

| GK                      | 1  | Hugo Lloris (c)   |     |     |
| RB                      | 2  | Mathieu Debuchy   |     |     |
| CB                      | 4  | Raphaël Varane    |     |     |
| CB                      | 5  | Mamadou Sakho     |     | 66' |
| LB                      | 3  | Patrice Evra      |     |     |
| DM                      | 6  | Yohan Cabaye      | 88' |     |
| CM                      | 18 | Moussa Sissoko    |     |     |
| CM                      | 14 | Blaise Matuidi    |     |     |
| RW                      | 8  | Mathieu Valbuena  |     | 82' |
| LW                      | 10 | Karim Benzema     |     |     |
| CF                      | 9  | Olivier Giroud    |     | 63' |
| Vào thay người:         |    |                   |     |     |
| MF                      | 19 | Paul Pogba        |     | 63' |
| DF                      | 21 | Laurent Koscielny |     | 67' |
| MF                      | 11 | Antoine Griezmann |     | 82' |
| Huấn luyện viên trưởng: |    |                   |     |     |
| Didier Deschamps        |    |                   |     |     |

| Cầu thủ xuất sắc nhất trận: Karim Benzema (Pháp) Trợ lý trọng tài: Sander van Roekel (Hà Lan) Erwin Zeinstra (Hà Lan) Trọng tài bàn: Svein Oddvar Moen (Na Uy) Trọng tài dự bị: Kim Haglund (Na Uy) |

### Honduras v Ecuador
| Honduras   | 1–2      | Ecuador              |
| ---------- | -------- | -------------------- |
| Costly 31' | Chi tiết | E. Valencia 34', 65' |

| Honduras | Ecuador |

| GK                      | 18 | Noel Valladares (c) |       |     |
| RB                      | 21 | Brayan Beckeles     |       |     |
| CB                      | 5  | Víctor Bernárdez    | 7'    |     |
| CB                      | 3  | Maynor Figueroa     |       |     |
| LB                      | 7  | Emilio Izaguirre    |       | 46' |
| RM                      | 14 | Óscar García        |       | 83' |
| CM                      | 19 | Luis Garrido        |       | 71' |
| CM                      | 20 | Jorge Claros        |       |     |
| LM                      | 15 | Roger Espinoza      |       |     |
| SS                      | 13 | Carlo Costly        |       |     |
| CF                      | 11 | Jerry Bengtson      | 45+3' |     |
| Vào thay người:         |    |                     |       |     |
| DF                      | 6  | Juan Carlos García  |       | 46' |
| MF                      | 10 | Mario Martínez      |       | 71' |
| MF                      | 23 | Marvin Chávez       |       | 83' |
| Huấn luyện viên trưởng: |    |                     |       |     |
| Luis Fernando Suárez    |    |                     |       |     |

|                         |    |                      |     |       |
|                         |    |                      |     |       |
| GK                      | 22 | Alexander Domínguez  |     |       |
| RB                      | 4  | Juan Carlos Paredes  |     |       |
| CB                      | 3  | Frickson Erazo       |     |       |
| CB                      | 2  | Jorge Guagua         |     |       |
| LB                      | 10 | Walter Ayoví         |     |       |
| RM                      | 16 | Antonio Valencia (c) | 57' |       |
| CM                      | 14 | Oswaldo Minda        |     | 83'   |
| CM                      | 6  | Christian Noboa      |     |       |
| LM                      | 7  | Jefferson Montero    | 80' | 90+2' |
| CF                      | 11 | Felipe Caicedo       |     | 82'   |
| CF                      | 13 | Enner Valencia       | 73' |       |
| Vào thay người:         |    |                      |     |       |
| MF                      | 8  | Édison Méndez        |     | 82'   |
| MF                      | 23 | Carlos Gruezo        |     | 83'   |
| DF                      | 21 | Gabriel Achilier     |     | 90+2' |
| Huấn luyện viên trưởng: |    |                      |     |       |
| Reinaldo Rueda          |    |                      |     |       |

| Cầu thủ xuất sắc nhất trận: Enner Valencia (Ecuador) Trợ lý trọng tài: Matthew Cream (Úc) Hakan Anaz (Úc) Trọng tài bàn: Nishimura Yuichi (Nhật Bản) Trọng tài dự bị: Sagara Toru (Nhật Bản) |

### Honduras v Thụy Sĩ
| Honduras | 0–3      | Thụy Sĩ              |
| -------- | -------- | -------------------- |
|          | Chi tiết | Shaqiri 6', 31', 71' |

| Honduras | Thụy Sĩ |

| GK                      | 18 | Noel Valladares (c) |     |     |
| RB                      | 21 | Brayan Beckeles     |     |     |
| CB                      | 5  | Víctor Bernárdez    |     |     |
| CB                      | 3  | Maynor Figueroa     |     |     |
| LB                      | 6  | Juan Carlos García  |     |     |
| CM                      | 20 | Jorge Claros        |     |     |
| CM                      | 8  | Wilson Palacios     |     |     |
| RW                      | 14 | Óscar García        |     | 77' |
| LW                      | 15 | Roger Espinoza      |     | 46' |
| SS                      | 13 | Carlo Costly        |     | 40' |
| CF                      | 11 | Jerry Bengtson      |     |     |
| Vào thay người:         |    |                     |     |     |
| FW                      | 9  | Jerry Palacios      | 66' | 40' |
| MF                      | 23 | Marvin Chávez       |     | 46' |
| MF                      | 17 | Andy Najar          |     | 77' |
| Huấn luyện viên trưởng: |    |                     |     |     |
| Luis Fernando Suárez    |    |                     |     |     |

|                         |    |                      |  |     |
|                         |    |                      |  |     |
| GK                      | 1  | Diego Benaglio       |  |     |
| RB                      | 2  | Stephan Lichtsteiner |  |     |
| CB                      | 20 | Johan Djourou        |  |     |
| CB                      | 22 | Fabian Schär         |  |     |
| LB                      | 13 | Ricardo Rodríguez    |  |     |
| CM                      | 11 | Valon Behrami        |  |     |
| CM                      | 8  | Gökhan Inler (c)     |  |     |
| RW                      | 23 | Xherdan Shaqiri      |  | 87' |
| AM                      | 10 | Granit Xhaka         |  | 77' |
| LW                      | 18 | Admir Mehmedi        |  |     |
| CF                      | 19 | Josip Drmić          |  | 74' |
| Vào thay người:         |    |                      |  |     |
| FW                      | 9  | Haris Seferović      |  | 74' |
| DF                      | 6  | Michael Lang         |  | 77' |
| MF                      | 15 | Blerim Džemaili      |  | 87' |
| Huấn luyện viên trưởng: |    |                      |  |     |
| Ottmar Hitzfeld         |    |                      |  |     |

| Cầu thủ xuất sắc nhất trận: Xherdan Shaqiri (Thụy Sĩ) Trợ lý trọng tài: Hernán Maidana (Argentina) Juan Pablo Belatti (Argentina) Trọng tài bàn: Milorad Mažić (Serbia) Trọng tài dự bị: Milovan Ristić (Serbia) |

### Ecuador v Pháp
| Ecuador | 0–0      | Pháp |
| ------- | -------- | ---- |
|         | Chi tiết |      |

| Ecuador | Pháp |

| GK                      | 22 | Alexander Domínguez  |     |     |
| RB                      | 4  | Juan Carlos Paredes  |     |     |
| CB                      | 2  | Jorge Guagua         |     |     |
| CB                      | 3  | Frickson Erazo       | 83' |     |
| LB                      | 10 | Walter Ayoví         |     |     |
| RM                      | 16 | Antonio Valencia (c) | 50' |     |
| CM                      | 14 | Oswaldo Minda        |     |     |
| CM                      | 6  | Christian Noboa      |     | 89' |
| LM                      | 7  | Jefferson Montero    |     | 63' |
| CF                      | 15 | Michael Arroyo       |     | 82' |
| CF                      | 13 | Enner Valencia       |     |     |
| Vào thay người:         |    |                      |     |     |
| MF                      | 5  | Renato Ibarra        |     | 63' |
| DF                      | 21 | Gabriel Achilier     |     | 82' |
| FW                      | 11 | Felipe Caicedo       |     | 89' |
| Huấn luyện viên trưởng: |    |                      |     |     |
| Reinaldo Rueda          |    |                      |     |     |

|                         |    |                     |  |     |
|                         |    |                     |  |     |
| GK                      | 1  | Hugo Lloris (c)     |  |     |
| RB                      | 15 | Bacary Sagna        |  |     |
| CB                      | 21 | Laurent Koscielny   |  |     |
| CB                      | 5  | Mamadou Sakho       |  | 61' |
| LB                      | 17 | Lucas Digne         |  |     |
| DM                      | 22 | Morgan Schneiderlin |  |     |
| CM                      | 19 | Paul Pogba          |  |     |
| CM                      | 14 | Blaise Matuidi      |  | 67' |
| RW                      | 11 | Antoine Griezmann   |  | 79' |
| LW                      | 18 | Moussa Sissoko      |  |     |
| CF                      | 10 | Karim Benzema       |  |     |
| Vào thay người:         |    |                     |  |     |
| DF                      | 4  | Raphaël Varane      |  | 61' |
| FW                      | 9  | Olivier Giroud      |  | 67' |
| FW                      | 20 | Loïc Rémy           |  | 79' |
| Huấn luyện viên trưởng: |    |                     |  |     |
| Didier Deschamps        |    |                     |  |     |

| Cầu thủ xuất sắc nhất trận: Alexander Domínguez (Ecuador) Trợ lý trọng tài: Songuifolo Yeo (Bờ Biển Ngà) Jean-Claude Birumushahu (Burundi) Trọng tài bàn: Björn Kuipers (Hà Lan) Trọng tài dự bị: Sander van Roekel (Hà Lan) |